# Toronto Knob Hill Farms
Toronto Knob Hill Farms je bil mladinski hokejski klub iz Toronta. Igral je v Metro Junior A League v sezoni 1962/63. Domača dvorana kluba je bila Maple Leaf Gardens.
Klub se je predhodno imenoval Unionville Seaforths. Leta 1962 se je preselil v center Toronta in se zavoljo sponzorja, trgovine na drobno s špecerijo Knob Hill Farms, preimenoval v Toronto Knob Hill Farms. 
Klub je deloval le eno sezono in razpadel skupaj z ligo leta 1963. Trener moštva je bil Johnny "Peanuts" O'Flaherty, ki je imel izkušnje iz lige NHL, saj je v karieri igral za NHL moštvo New York Americans.

## Izidi
| Sezona  | Moštvo          | Tekem | Zmag | Porazov | Remijev | TOČ | %     | GF  | GA  | Uvrstitev        |
| 1961/62 | Seaforths       | 36    | 10   | 21      | 5       | 25  | 0.347 | 133 | 157 | 5. v Metro Jr. A |
| 1962/63 | Knob Hill Farms | 40    | 14   | 20      | 6       | 34  | 0.425 | 121 | 154 | 3. v Metro Jr. A |